# Carlos Rivera (basket-ball)
Pour les articles homonymes, voir Rivera et Carlos Rivera (homonymie).
Carlos Rivera, né le 5 février 1983, est un joueur portoricain de basket-ball. Il évolue au poste d'arrière. 